# Гімн Шотландії
В Шотландії немає офіційного гімну. На звання неофіційного гімну претендують кілька пісень (як народних, так і написаних сучасними музикантами). Однією з таких пісень є «Scotland the Brave» (автор Кліфф Гендлі), але її слова майже ніхто не знає. Народним гімном можна вважати пісню фолк-групи The Corries — «The Flower of Scotland», записану в 1967 р. Роєм Вільямсоном. Саме ця пісня грається, коли шотландська збірна з регбі виходить на поле. 
Регулярно піднімається питання про те, що країні потрібен новий гімн, оскільки слова «Scotland the Brave» ніхто в країні практично не знає, а «Flower of Scotland» описує історичні події далекого минулого (перемогу над англійцями 1314 року) і до сьогоднішньої Шотландії відношення не має. 
В онлайн-голосуванні з цієї проблематики, що проходило 2006 року, склалася наступна ситуація: 
| Пісня                       | Проголосували (%) |
| --------------------------- | ----------------- |
| «Flower of Scotland»        | 41 %              |
| «Scotland the Brave»        | 29 %              |
| «Highland Cathedral»        | 16 %              |
| «A Man's A Man for A' That» | 7 %               |
| «Scots Wha Hae»             | 6 %               |